# Márcia Theóphilo
Márcia Theóphilo (Fortaleza, 1941) è una poetessa brasiliana.

## Biografia
Ha studiato a Rio de Janeiro, San Paolo e Roma, dove ha conseguito un dottorato in antropologia. Ha lavorato a Roma dal 1972, arrivando in Italia in esilio dalla dittatura militare in Brasile. Nel 1979, con il processo di riapertura democratica, è tornata in Brasile e ha lavorato a San Paolo come corrispondente per la rivista italiana Noi Donne. Nel 1980 pubblica sul quotidiano italiano Avanti! un saggio su Lula e il ruolo del movimento sindacale durante la transizione democratica del Brasile. Nel 1981 torna a Roma per continuare lo scambio culturale tra Brasile e Italia, organizzando incontri di poesia come l'evento Per la democrazia in Brasile (Museo di Sant'Egidio, Roma, 1981). 
Marcia Theophilo ha pubblicato racconti, saggi e undici libri di poesia in portoghese, italiano e inglese. Tra questi, I bambini giaguaro, vincitore del Premio Fregene. La foresta amazzonica è il tema centrale dell'opera di Marcia: il fiume Amazzonia, il popolo amazzonico, i miti della foresta che racchiudono la sua vita animale e vegetale. La vita di Marcia si basa sullo sforzo e sulla perseveranza per salvare il patrimonio naturale e culturale dell'Amazzonia.
Dal 2003 è membro della giuria del Premio Internazionale Fregene. Dal 2007 è membro del Comitato etico e scientifico di Foreste per sempre. Nel 2008 le è stato assegnato il Premio Sandro Penna in Italia. Il 21 marzo 2009 ha ricevuto il diploma di merito dell'Academia Mondiale della Poesia, dall'allora presidente, il poeta e professore Nadir M. Aziza, presso il Teatro Polifonico di Verona.

## La poetica
La foresta amazzonica è il tema attorno a cui ruotano la vita e l'opera di Márcia Theóphilo. Ha scritto sugli indios, i suoi fiumi, i suoi miti, le sue specie animali e vegetali e gli sforzi per preservarne la sua ricchezza naturale e culturale. I suoi testi sono scritti in portoghese, italiano, inglese e svedese.

## Premi e riconoscimenti
Fra i numerosi riconoscimenti si ricordano il Premio Fregene per la poesia nel 1996 e il Premio Lerici Pea Golfo dei Poeti alla carriera nel 2011. 

## Opere principali
Pubblicate in Italia:
- Catuetê Curupira, traduzione italiana di Elio Pecora, Roma, La Linea, 1983
- Dica a quelli chi è da parte di dulce, traduzione di Ruggero Jacobbi, nota critica di Dacia Maraini, Roma, Franco Valente, 1990
- Io canto l'Amazzonia, con uno scritto di Rafael Alberti, Roma, Edizioni dell'Elefante, 1992
- I bambini giaguaro, Roma, De Luca, 1995
- Kupahúba, albero dello Spirito Santo: il canto della foresta amazzonica, Alpignano, Tallone, 2000
- Foresta mio dizionario, introduzione di Mario Luzi, Pescara, Tracce, 2003
- Amazzonia respiro del mondo, prefazione di Mario Luzi, con una poesia di Rafael Alberti, Bagno a Ripoli, Passigli, 2005
- Amazzonia oceano di alberi, introduzione di Mario Luzi, Pescara, Tracce, 2011
- Amazzonia: l'ultima arca, prefazione di Walter Pedullà, Bagno a Ripoli, Passigli, 2013
- Nel nido dell'Amazzonia, nota di Walter Pedullà, Novara, Interlinea, 2015
- Amazzonia verde d'acqua, collana Lo Specchio, Milano, Mondadori, 2020.